# Ekhabu
Ekhabu – gaun wikas samiti we wschodniej części Nepalu w strefie Meći w dystrykcie Taplejung. Według nepalskiego spisu powszechnego z 2001 roku liczył on 412 gospodarstw domowych i 2346 mieszkańców (1147 kobiet i 1199 mężczyzn).